# Пембина (река)
Пембина (англ. Pembina River) — река в Альберте на западе Канады, правый приток Атабаски, протекает по территории округов Йеллоухед, Бразо, Паркленд, Лак-Сент-Ан, Бархед № 11, Уэстлок и Лессер-Слейв-Ривер №124.
Длина — 547 км или, согласно другим данным, 563 км. Бассейн охватывает территорию в 12 900 км².
Гидроним Пембина, возможно, имеет индейское происхождение, связанное с названием местной разновидности калины, которое приблизительно переводится как «летняя ягода».
Пембина берёт начало на восточной окраине национального парка Джаспер в предгорьях Канадских Скалистых гор. Русло извилистое. Генеральным направлением течения реки является северо-восток. Сливается со средним течением Атабаски в 64 км к западу от города Атабаска.